# Holden Efijy
La Efijy è una concept car realizzata dalla casa automobilistica australiana Holden nel 2005.

## Contesto
Presentata presso il salone automobilistico di Sydney del 2005, la Efijy si pone come una reinterpretazione dell'originale Holden FJ prodotta nel 1953.

## Tecnica

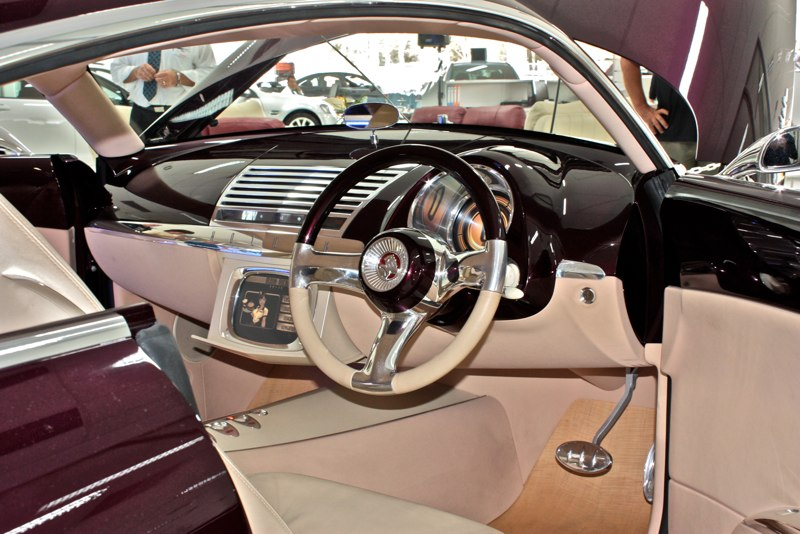
Interni

Della realizzazione della concept si è occupato lo stesso team di ingegneri che all'epoca si stava occupando anche della creazione della nuova Commodore. Il corpo vettura costruito in alluminio è stato posto al di sopra di un pianale ingrandito derivato dalla Chevrolet Corvette C5. Il propulsore è un V8 LS2 6.0 da 645 cv a 6.400 giri con coppia di 775 N m gestito da un cambio automatico elettronico a quattro rapporti. L'impianto di scarico da 2,5" a doppio terminale è fatto in acciaio inossidabile, mentre i cerchi da 22" sono in alluminio. L'impianto frenante è costituito da freni a disco da 381 mm con pinze in alluminio a sei pistoncini nella parte anteriore e pinze in alluminio a quattro pistoncini nella parte posteriore. Le sospensioni ad aria sono regolabili in altezza tramite dei comandi impartibili dalla console LCD centrale che si occupa anche della regolazione di altri parametri. La carrozzeria è stata verniciata con un particolare colore multistrato denominato 'viola soprano'. Gli interni sono stati realizzati in pelle color crema con diversi inserti in pelle d'acero. I sedili sono dotati di cinture integrali per pilota e passeggeri. L'equipaggiamento elettronico comprende un sensore che apre la portiera non appena il guidatore si avvicina alla vettura. Tutti gli impianti di illuminazione sfruttano la tecnologia LED.